# Cleotrivia
Cleotrivia is een geslacht van weekdieren uit de klasse van de Gastropoda (slakken).

## Soorten
- Cleotrivia antillarum (Schilder, 1922)
- Cleotrivia atomaria (Dall, 1902)
- Cleotrivia brevissima (G. B. Sowerby II, 1870)
- Cleotrivia coletteae (Fehse, 1999)
- Cleotrivia corallina (Cate, 1979)
- Cleotrivia culmen Fehse, 2004
- Cleotrivia dissimilis Fehse, 2015
- Cleotrivia euclaensis (Cate, 1979)
- Cleotrivia globosa (Gray in G. B. Sowerby II, 1832)
- Cleotrivia occidentalis (Schilder, 1922)
- Cleotrivia pilula (Kiener, 1843)
- Cleotrivia pisum (Gaskoin, 1846)
- Cleotrivia pygmaea (Schilder, 1931)
- Cleotrivia rustica Fehse, 2015
- Cleotrivia vitrea (Gaskoin, 1849)
- Cleotrivia wayiana (Cate, 1979)